# Макаров, Юрий Анатольевич
Юрий Анатольевич Макаров (10 ноября 1943 — 24 апреля 2019) — советский и российский учёный в области инфекционных болезней с.-х. животных, академик РАСХН (2007), академик Российской академии наук (2013).

## Биография
Родился 10 ноября 1943 года в Петропавловске Северо-Казахстанской области. Окончил Семипалатинский зооветеринарный институт (1967).
- 1967—1969 — ветеринарный врач совхоза (Северо-Казахстанская область),
- 1969—1971 — начальник туберкулезной экспедиции (там же),
- 1971—1974 — аспирант Алма-Атинского зооветеринарного института.
- 1974—1977 — главный ветеринарный врач совхоза в Северо-Казахстанской области,
- 1977—1985 — ассистент, старший преподаватель, доцент кафедры Семипалатинского зооветеринарного института,
- 1985—2009 — заместитель директора по научной работе (1985—1990), директор Дальневосточного зонального н.-и. ветеринарного института,
- 2010—2011 — профессор Дальневосточного государственного аграрного университета,
- с 2011 г. — профессор кафедры микробиологии, эпизоотологии и вирусологии ФГБОУ ВПО «Кубанский государственный аграрный университет».

Доктор ветеринарных наук (1993), профессор (1999), член-корреспондент РАСХН (1997), академик РАСХН (2007), академик РАН (2013).
Разработал новые средства, методы и способы диагностики туберкулеза с.-х. животных.
Скончался 24 апреля 2019 года.

## Труды
Автор (соавтор) около 200 научных трудов, в том числе 5 монографий. Получил 6 патентов на изобретения.
Книги и брошюры:
- Микобактерии и диагностика туберкулеза крупного рогатого скота. — Благовещенск, 1995. — 80 с.
- L-формы микобактерий туберкулеза / Дальневост. зон. н.-и. вет. ин-т. — Благовещенск, 1997. — 146 с.
- Анализ эпизоотической ситуации по лейкозу крупного рогатого скота на Дальнем Востоке: (особенности проявления эпизоотического процесса, новые подходы к диагностике) / Дальневост. зон. н.-и. вет. ин-т. — Благовещенск: Изд-во ДальГАУ, 2005. — 27 с.
- Диагностика скрытых форм лейкоза крупного рогатого скота: метод. рекомендации / соавт.: Г. А. Гаврилова и др.; Дальневост. зон. н.-и. вет. ин-т. — Благовещенск: ДальЗНИВИ, 2009. — 13 с.